# Etédi Endre
Etédi Endre, korábban Gagyi Endre (Nagyvárad, 1943. január 23. – 2022. április 4. vagy előtte) magyar atléta, rúdugró, mesteredző.

## Pályafutása
1957 és 1961 között a Pécsi VSK, 1961 és 1966 között a TFSE, 1966 és 1971 között a Vasas atlétájaként, rúdugróként versenyzett. Egyéni csúcsa 4,94 m volt, melyet 1970-ben ért el és akkor országos csúcs volt. 1966 és 1970 között a magyar válogatott keretének a tagja volt.
1967-ben a Testnevelési Főiskolán testnevelő tanári, 1974-ben atléta szakedzői diplomát szerzett. 1993-tól mesteredző volt. 1969 és 1973 között a magyar ifjúsági válogatott ugróedzőjeként tevékenykedett. 1973 és 1975 között az Újpesti Dózsa ugró- és többpróbaedzője, 1976 és 1984 között a Csepel SC ugróedzője volt. 1984 és 1988 között Svédországban, 1988-től az Egyesült Államokban, a Virginia állambeli George Mason Egyetemen dolgozott edzőként. Majd Szaúd-Arábiában, Malajziában, Japánban, Új-Zélandon és Izlandon is tevékenykedett edzőként. 2011 óta az Ikarus BSE rúdugróedzője volt. Tanítványai közül Kiss Árpád tízpróbában magyar bajnok, Bagyula István rúdugrásban világbajnoki ezüstérmes lett.

## Sikerei, díjai
- Magyar bajnokság – rúdugrás
  - bajnok: 1964
  - 2.: 1966, 1967
- Magyar bajnokság – csapatbajnokság
  - bajnok: 1965, 1971

## Rekordjai
- 494 cm (1970. szeptember 25., Budapest) országos csúcs[4]

Legjobb eredményei évenként
- 1964: 442 cm (2.)[5]
- 1965: 430 cm (7.)[6]
- 1966:
- 1967: 463 cm (2.)[7]
- 1968: 460 cm (3.)[8]
- 1969: 472 cm (3.)[9]
- 1970: 494 cm (1.)[10]
- 1971: 490 cm (2.)[11]

Zárójelben az év végi magyar ranglistahelyezés.